# Guntín (parroquia)
Guntín (llamada oficialmente San Salvador de Guntín de Pallares) es una parroquia y una aldea española del municipio de Guntín, en la provincia de Lugo, Galicia.

## Otras denominaciones
La parroquia también es conocida por los nombres de El Salvador de Guntín de Pallares y O Salvador de Guntín.

## Organización territorial
La parroquia está formada por dos entidades de población:
- Guntín (Guntín de Pallares)
- Meixaboi

## Demografía

### Parroquia
| Gráfica de evolución demográfica de Guntín (parroquia) entre 2000 y 2020 |
|                                                                          |
| Datos según el nomenclátor publicado por el INE.                         |

### Aldea
| Gráfica de evolución demográfica de Guntín (aldea) entre 2000 y 2020 |
|                                                                      |
| Datos según el nomenclátor publicado por el INE.                     |